# Taipingqingjiao
De taipingqingjiao is een taoïstisch ritueel dat om de zoveel jaren wordt uitgevoerd. Het heeft tot doel de goden rust en vrede in het gebied te vragen. Deelnemers aan het ritueel zijn verplicht een paar dagen vegetarisch te eten. 
Het wordt in China in Sichuan, Fujian, Taiwan, Guangdong en Hongkong uitgevoerd. Die in Hongkong zijn zeer populair onder de toeristen. In sommige streken wordt het ritueel weinig uitgevoerd. 
Om de hoeveel jaar een taipingqingjiao gebeurt, verschilt per dorp of streek. Het Cheung Chau Broodjesfestival vindt om het jaar plaats terwijl de taipingqingjiao van de familie Liu in Sheung Shui Heung/上水鄉 om de zestig jaar gebeurt. 
In Dapengbandao wordt het het om de tien jaar gehouden, waarbij vooral Tianhou wordt vereerd. De laatste werd daar in 2010 gehouden.